# (5941) Valencia
(5941) Valencia és un asteroide descobert el 20 d'octubre de 1982 per l'astrònoma ucraïnesa Lyudmila Georgievna Karachkina a l'Observatori Astrofísic de Crimea. La designació provisional que va rebre era 1982 UQ6. A proposta de l'Institut d'Astronomia Teòrica de Sant Petersburg, va rebre el nom en honor de la ciutat de València, com a deferència amb la col·laboració entre aquell Institut i l'Observatori de la Universitat de València.